# Космос-833
Космос-833 је један од преко 2400 совјетских вјештачких сателита лансираних у оквиру програма Космос.
Космос-833 је лансиран са космодрома Плесецк, СССР, 16. јуна 1976. Ракета-носач Р-7 Семјорка (рус. Семёрка) (8К71, НАТО ознака SS-6 Sapwood) са додатим степеном је поставила сателит у орбиту око планете Земље. Маса сателита при лансирању је износила 4000 килограма. Космос-833 је био осматрачки сателит.